# Poratia granulofrons
Poratia granulofrons är en mångfotingart som beskrevs av Chamberlin 1918. Poratia granulofrons ingår i släktet Poratia och familjen fingerdubbelfotingar. Inga underarter finns listade i Catalogue of Life.